# Вулиця 28 Травня
Вулиця 28 Травня (азерб. 28 May küçəsi; колишні назви Вокзальна вулиця, Телефонна вулиця, Романовський проспект, Вулиця 28 квітня) — одна з вулиць міста Баку, розташована в Насімінському районі. Починається від перетину з проспектом Бюльбюля (до 1991 — проспект Кірова, до 1934 — вулиця Велика Морська) і тягнеться до Старого Чорногородського мосту, де переходить у вулицю Мехтізаде (кол. 4-а Заводська). Загальна протяжність — близько 1,5 км.

## Історія
До середини XIX століття на місці вулиці розташовувалися сади і городи мешканців міста. Після спорудження 1883 року Бакинського залізничного вокзалу виникла потреба прокласти вулицю з твердим покриттям, яка з'єднує залізничний вокзал з містом. Перша назва вулиці — Вокзальна. 1887 року на прилеглій до вулиці території побудовано першу в місті телефонну станцію, за якою вулиця отримала назву — Телефонна. В кінці XIX століття по Телефонній пущено конку.
Вулиця, що довгий час вважалася міською периферією, де тулилась біднота і волоцюги, набула значення після спорудження тут 1898 року першої в Баку лютеранської церкви. На початку XX століття нафтопромисловець Муса Нагієв побудував тут перші в Баку багатоквартирні прибуткові будинки.
1913 року вулицю перейменовано на Романовський проспект з нагоди 300-річчя правління в Росії дому Романових.
1918 року, після здобуття Азербайджаном незалежності, вулиця отримала нову назву за іменем цивільного інженера Вільяма Ліндлея, який організував постачання до Баку питної води.
1923 року, вже після радянізації, було вирішено позбутися «буржуазної» топоніміки і вулицю перейменували на вулицю 28 Квітня, на честь дати проголошення радянської влади в Азербайджані. За радянських часів забудовування вулиці продовжувалося як за рахунок знесення одноповерхових будинків дворової системи і заміни їх п'ятиповерховими багатоквартирними, так і за рахунок прибудов до дореволюційних двоповерхових будівель третього, четвертого і п'ятого поверхів.
1934 року на самому початку вулиці здано в експлуатацію дві ідентичні масивні будівлі сталінської архітектури проєкту Мікаїла Усейнова і Садиха Дадашева, в одній з яких розмістився кінотеатр «Нізамі», а інше пізніше стало головним відділенням інформаційного агентства «Азертадж». У 1950-х роках було ліквідовано Солдатський ринок, що знаходився на колишній Ярмаркової площі, неподалік вокзалу, на місці якого закладено Парк ім. Самеда Вургуна і споруджено пам'ятник поету.
1967 року під вулицею пройшла перша лінія бакинського метрополітену і з'явилася станція метро «28 Квітня». 1991 року вулиця (як і станція метро) була перейменована і стала називатися вулицею 28 Травня на честь дати проголошення Азербайджаном незалежності 1918 року.
Сьогодні вулиця 28 Травня — одна з центральних вулиць Баку. Рух на відрізку від проспекту Бюльбюля до вулиці Зорге — односторонній зі сходу на захід. Трамвайну лінію, що проходила через східний відрізок вулиці і з'єднувала її з Чорним містом, ліквідовано 2004 року.

## Відомі жителі

Меморіальна дошка на стіні будинку в Баку, в якому жив Азад Мірзаджанзаде

Азад Халіл огли Мірзаджанзаде (1928—2006), буд. 20 — азербайджанський учений-механік і нафтовик, доктор технічних наук (1957), професор (1959), академік Національної академії наук Азербайджану (1968), почесний академік АН РБ (1991), заслужений діяч науки і техніки Азербайджанської РСР (1970), почесний нафтовик СРСР (1971), почесний працівник газової промисловості СРСР (1978), заслужений нафтовик РБ (1998).

## Галерея

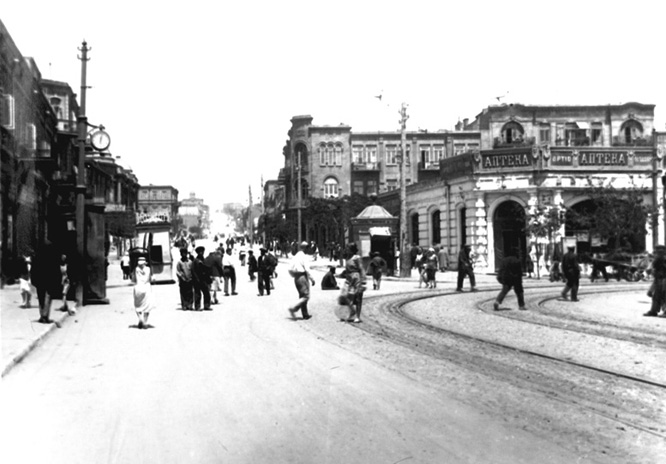
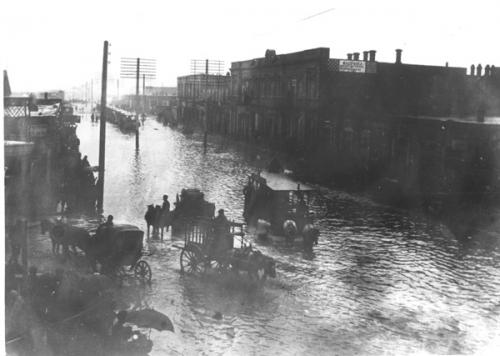
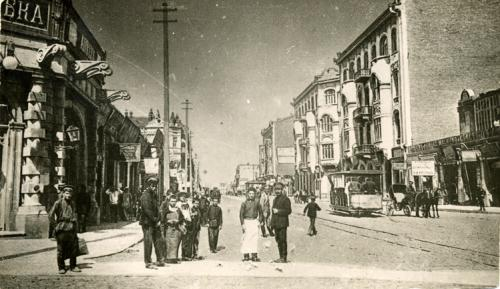
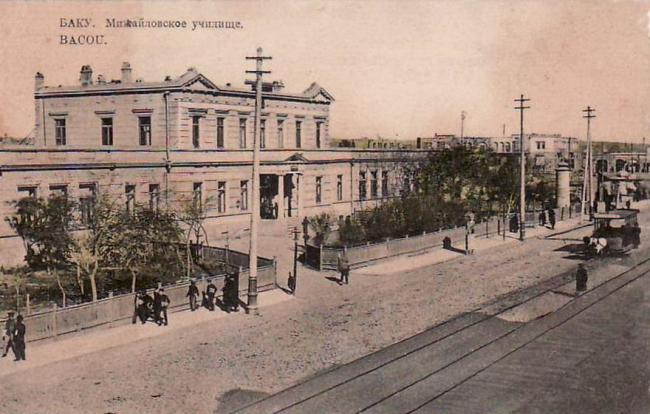

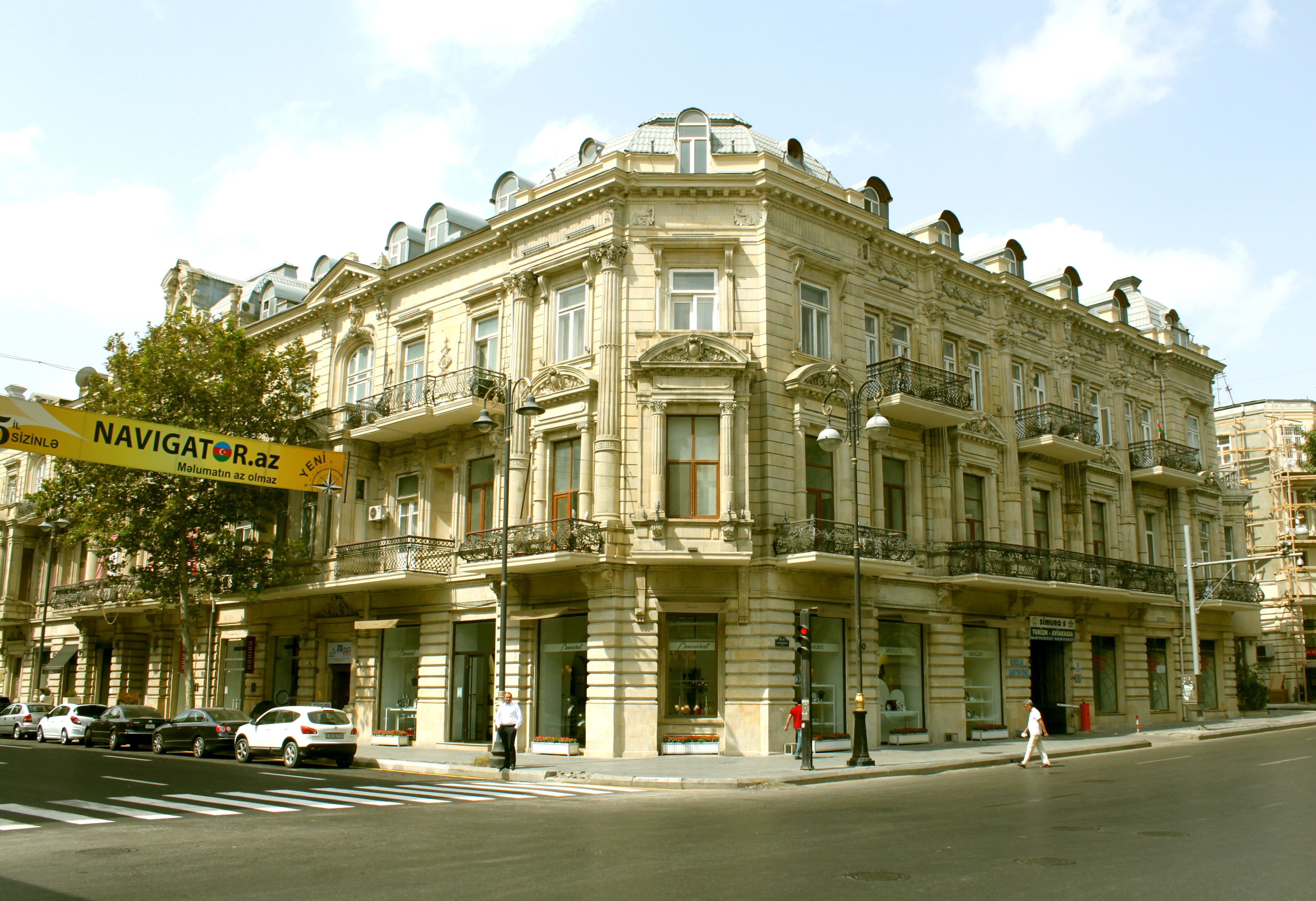
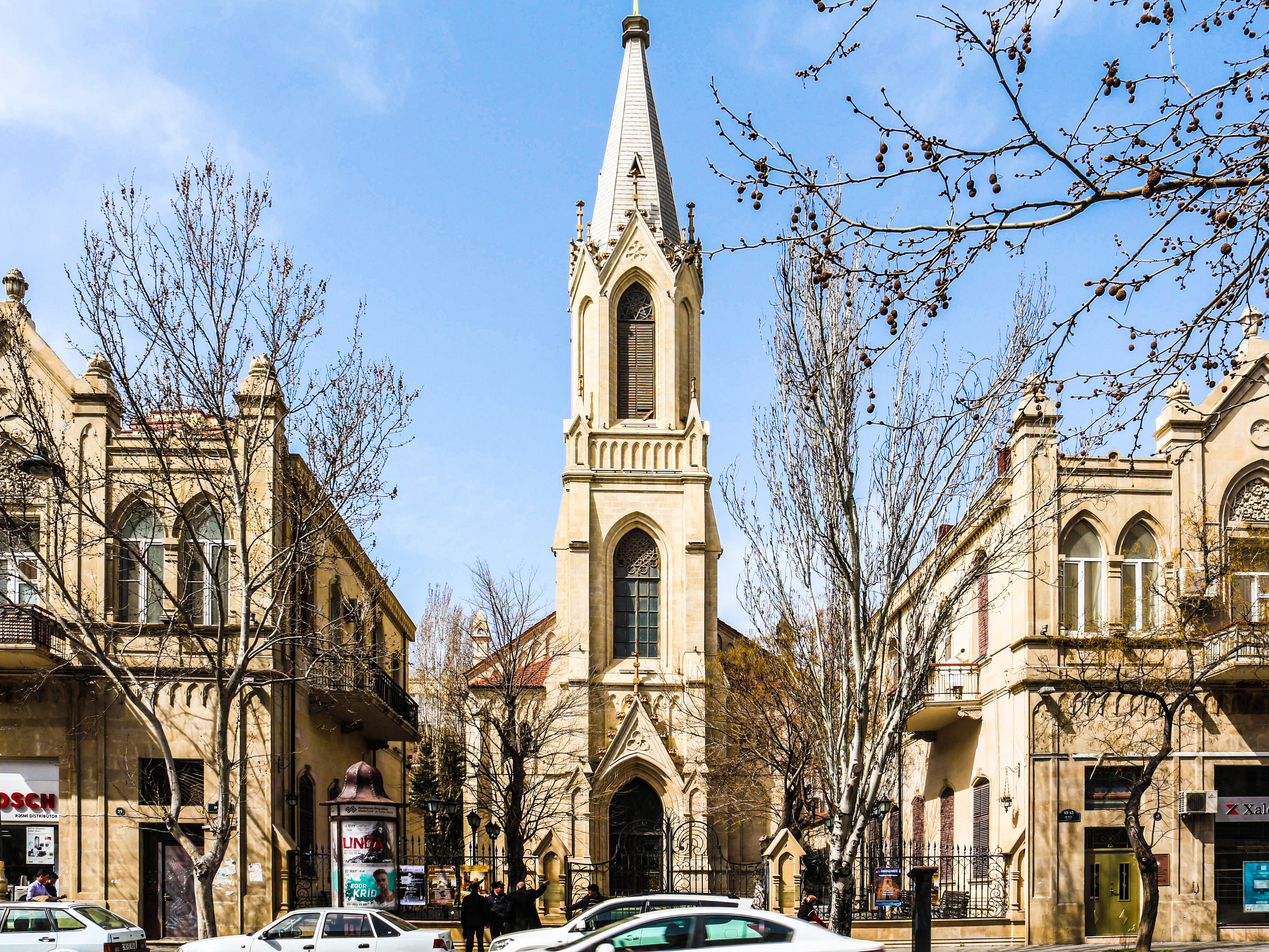
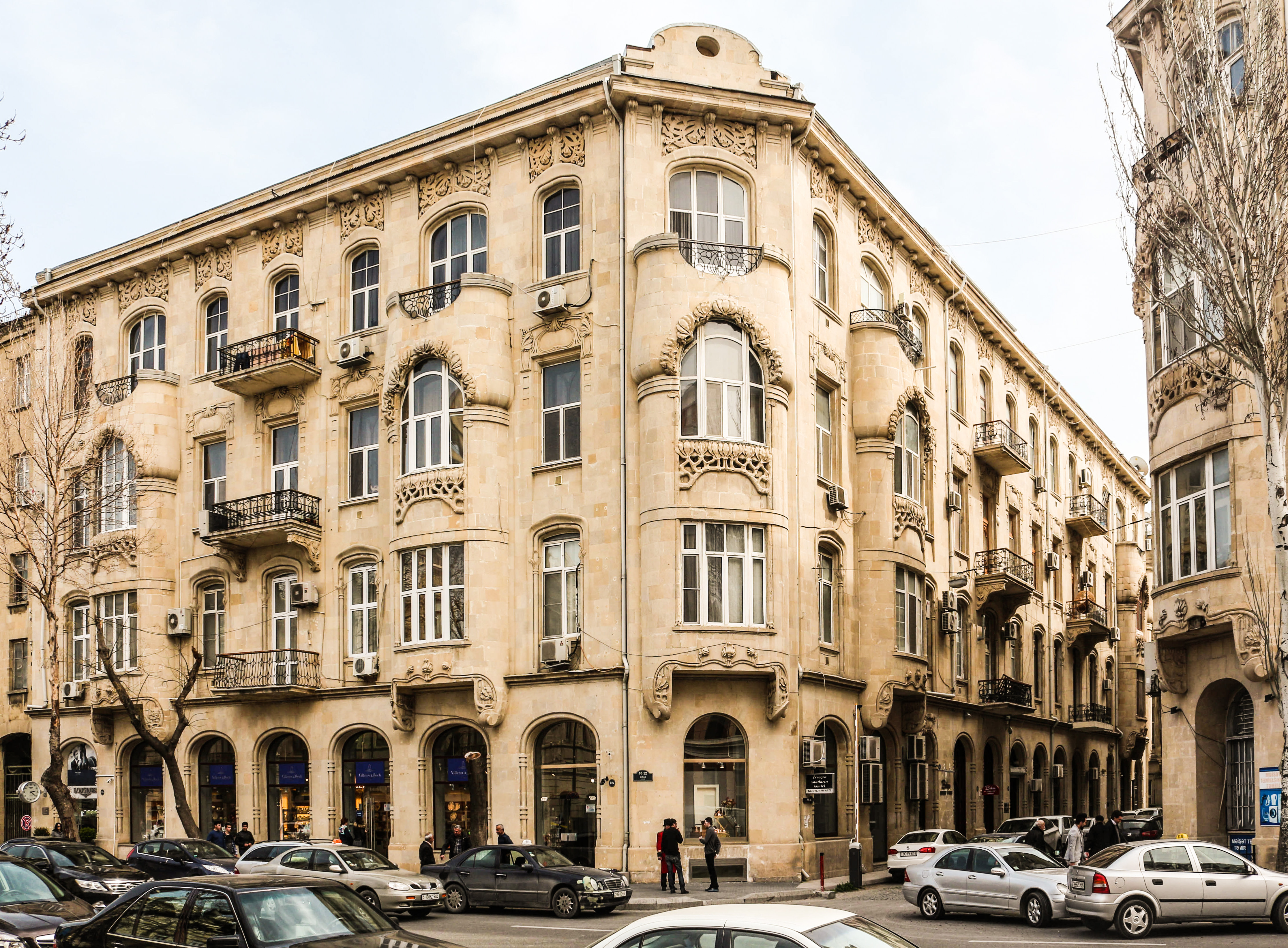
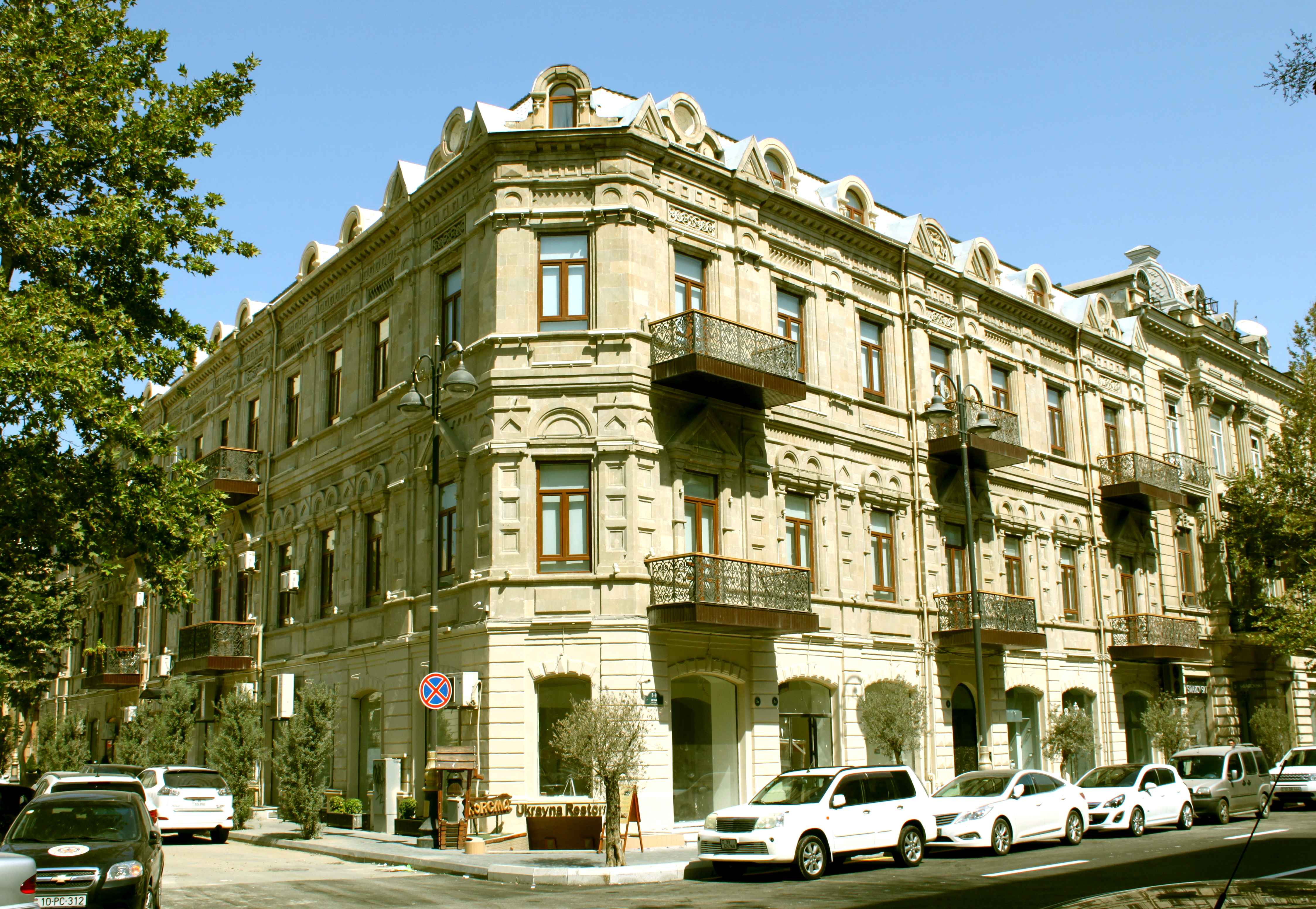
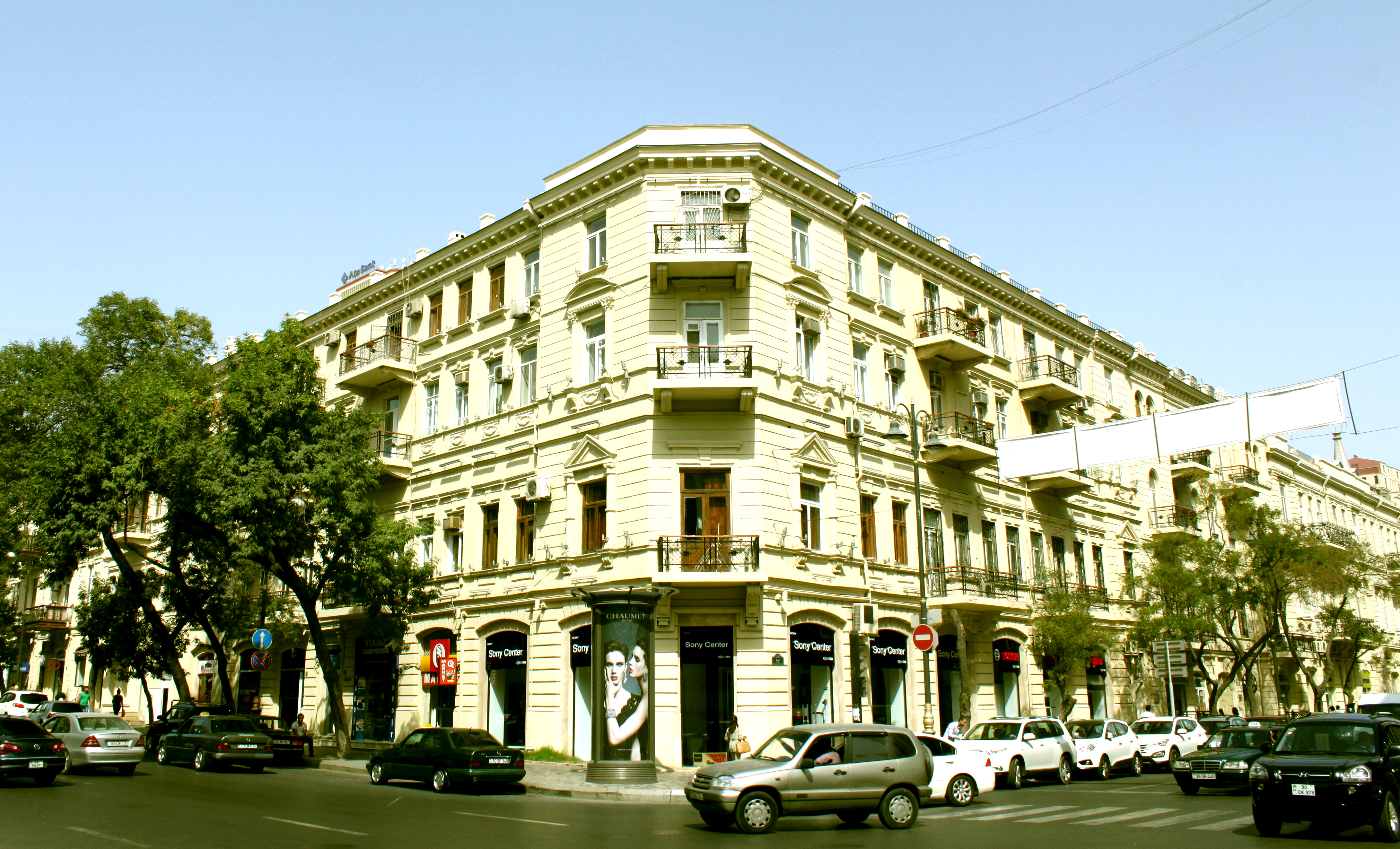
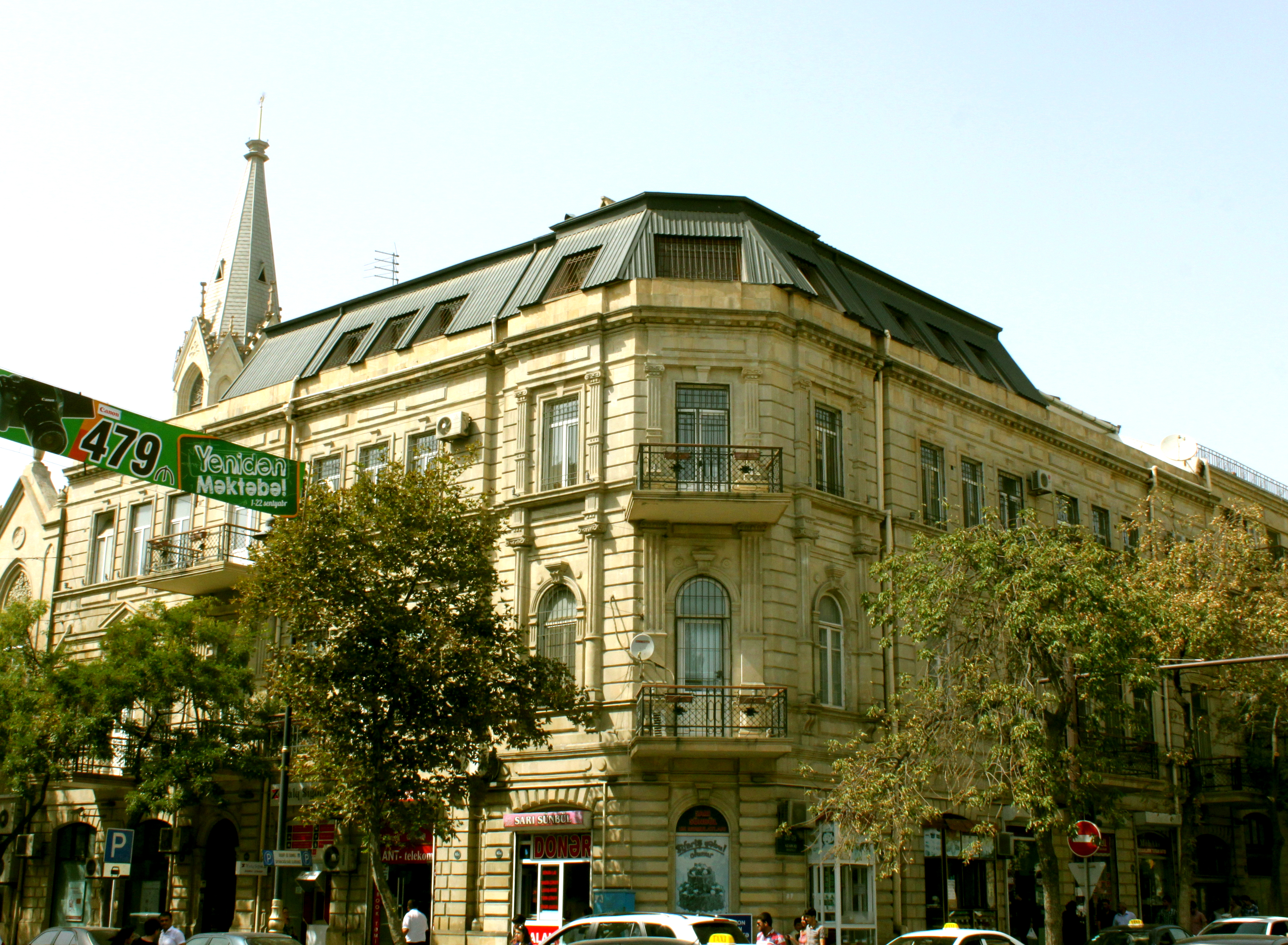
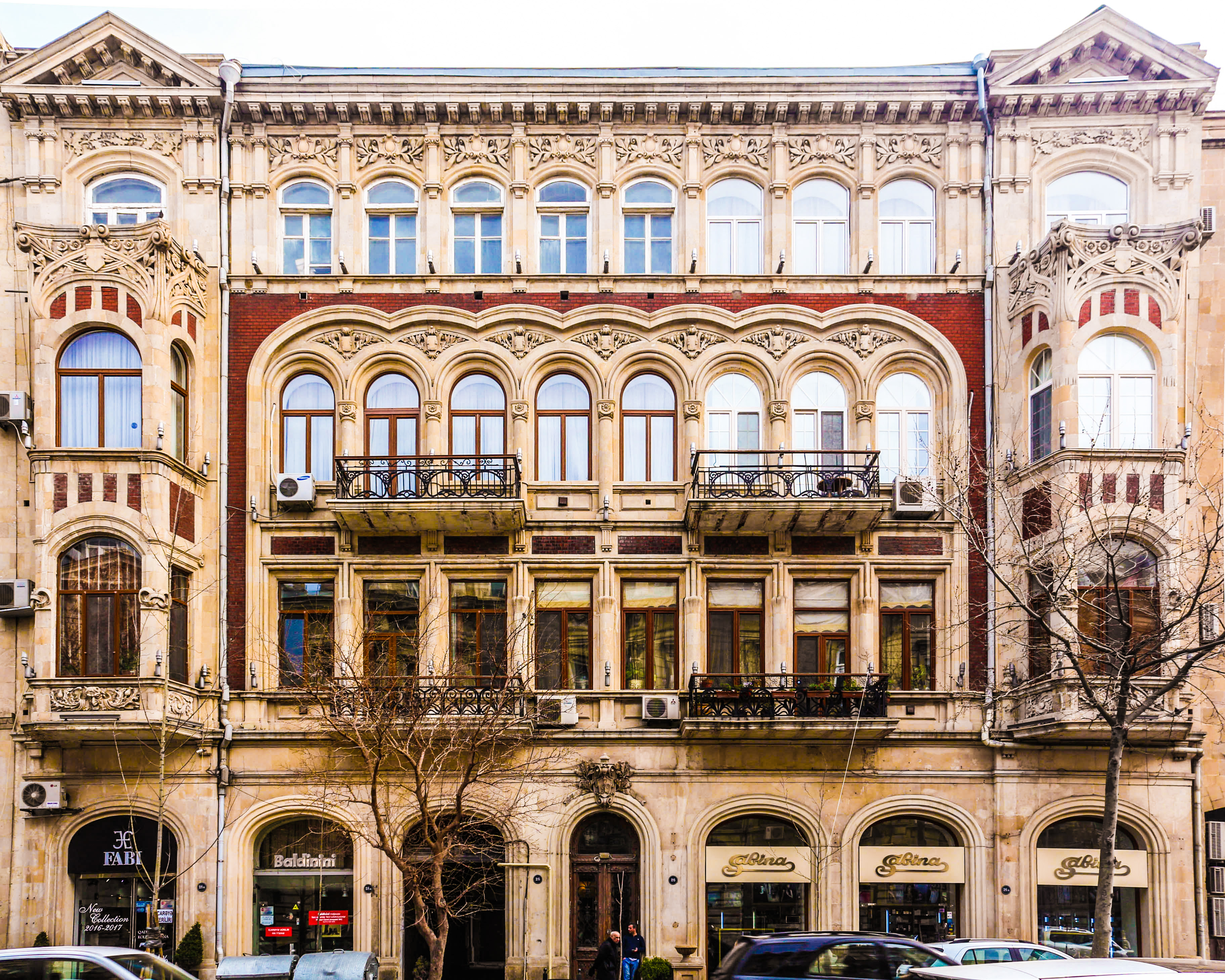
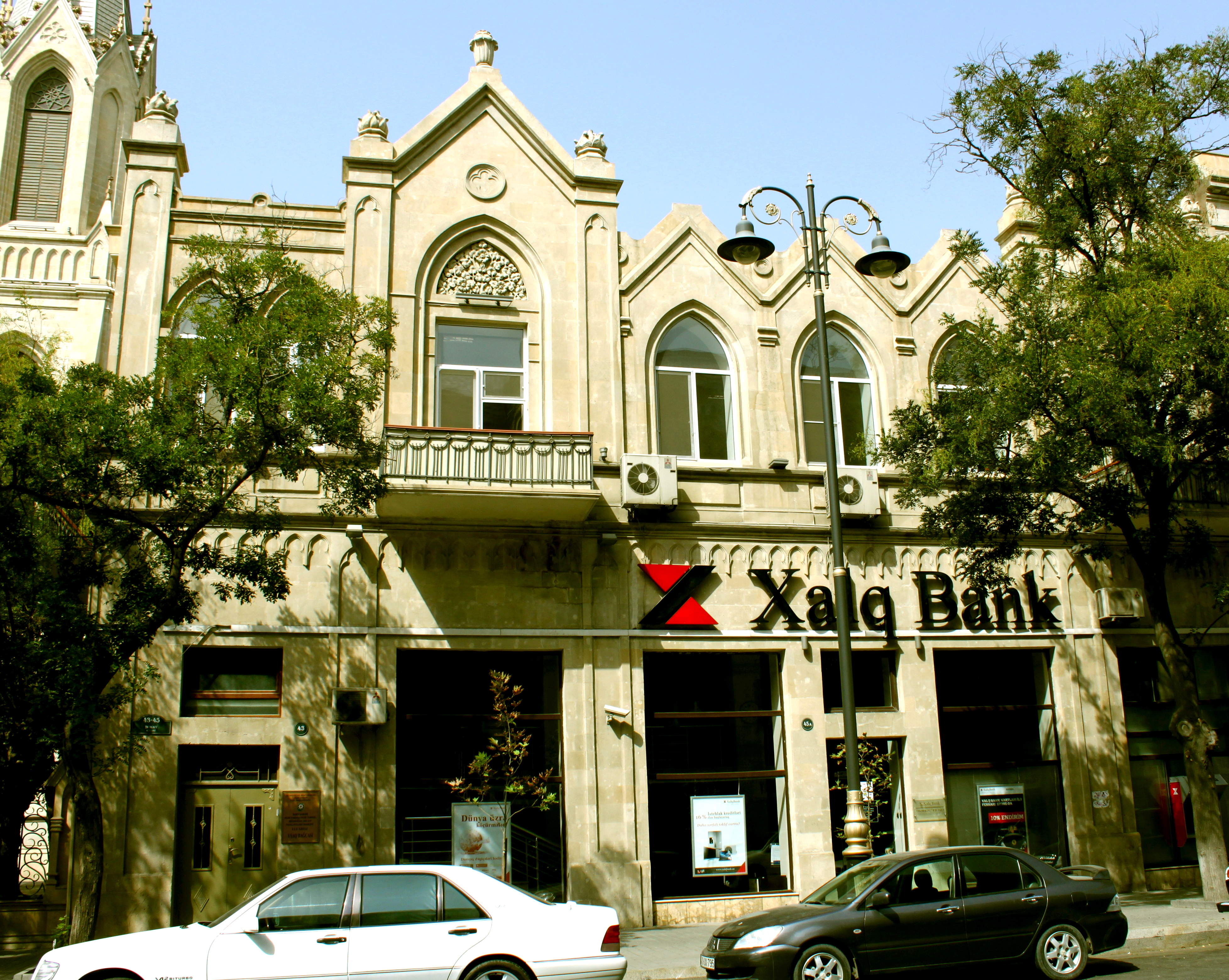

Вулиця Телефонна
Вулиця 28 Травня